# 주꾸미
주꾸미(영어: webfoot octopus, 문화어: 직검발)는 문어과 연체동물의 하나이다. 몸길이는 다리끝까지가 24cm 정도이다. 몸에 둥근 혹 모양의 돌기가 빽빽이 나 있고 눈 주위에 살가시가 몇 개 있다. 여덟 개의 다리에는 2~4줄로 빨판이 있으며 다리 길이는 모두 유사하고 몸통의 두 배 정도이다.

## 특징
거의 대부분 지느러미를 새처럼 날개짓하여 헤엄친다. 물고기를 잡아먹으며 적이 가까이 오면 수관(水管)으로 땅을 파서 숨거나 먹물을 뿌리고 도망간다.
우리나라 전 연안에 분포하며 수심 5~50m 정도의 모래~자갈 바닥에서 비교적 흔히 발견되는, 다리를 포함한 몸통길이 12cm 전후의 중형 문어류이다. 살아있을 때에 몸통은 전체적으로 옅은 회갈색의 개체가 흔하며 다리와 눈 사이의 좌우에 황금빛의 동그라미 무늬가 나타난다. 우리나라 바다 가운데 서해에서 상대적 서식밀도가 높으며 지역에 따라 피뿔고둥(Rapana venosa)의 빈 패각을 이용하여 어획하기도 한다.

## 식용
한국에서는 주꾸미를 매운 고추장 양념에 볶는 경우가 많다.

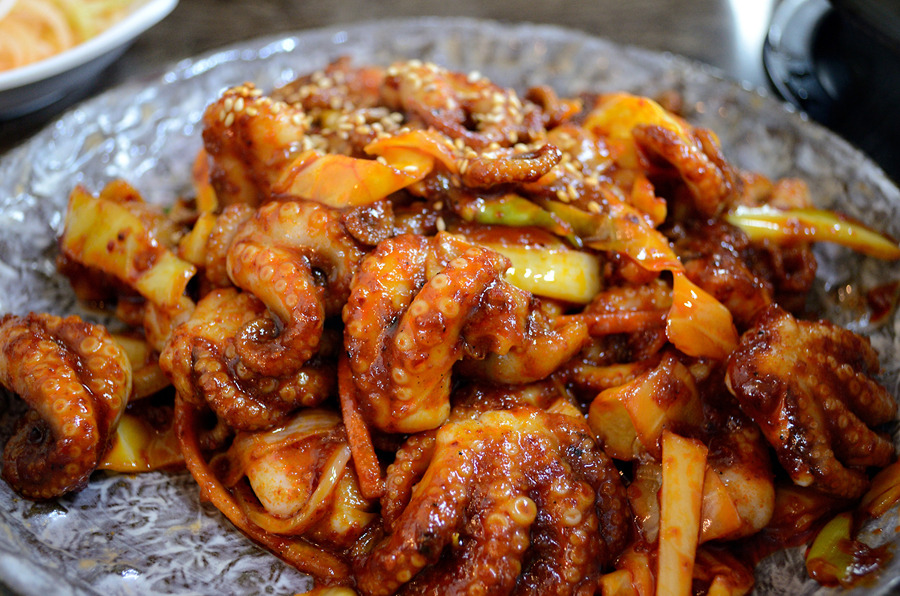
주꾸미 볶음
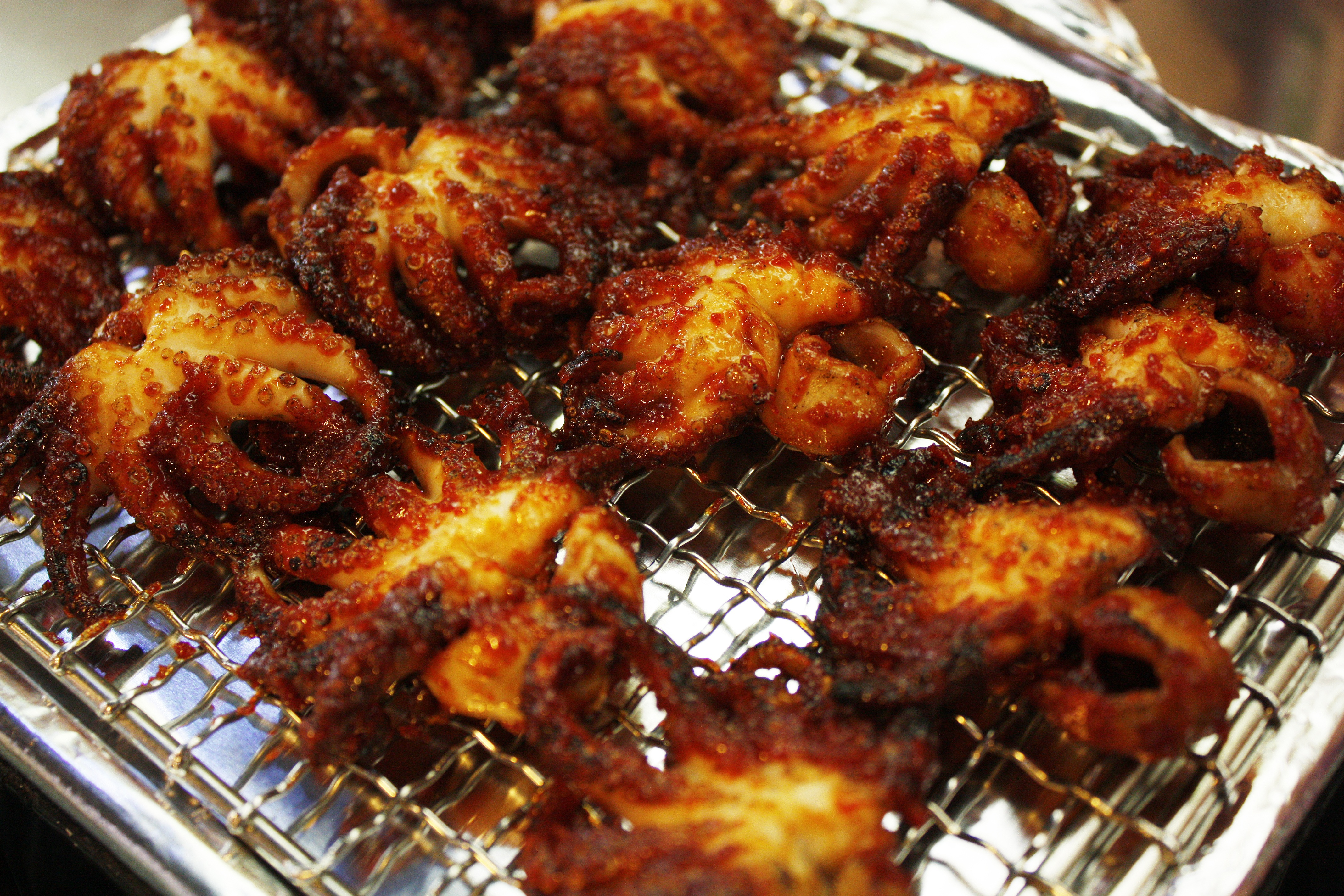
주꾸미 구이
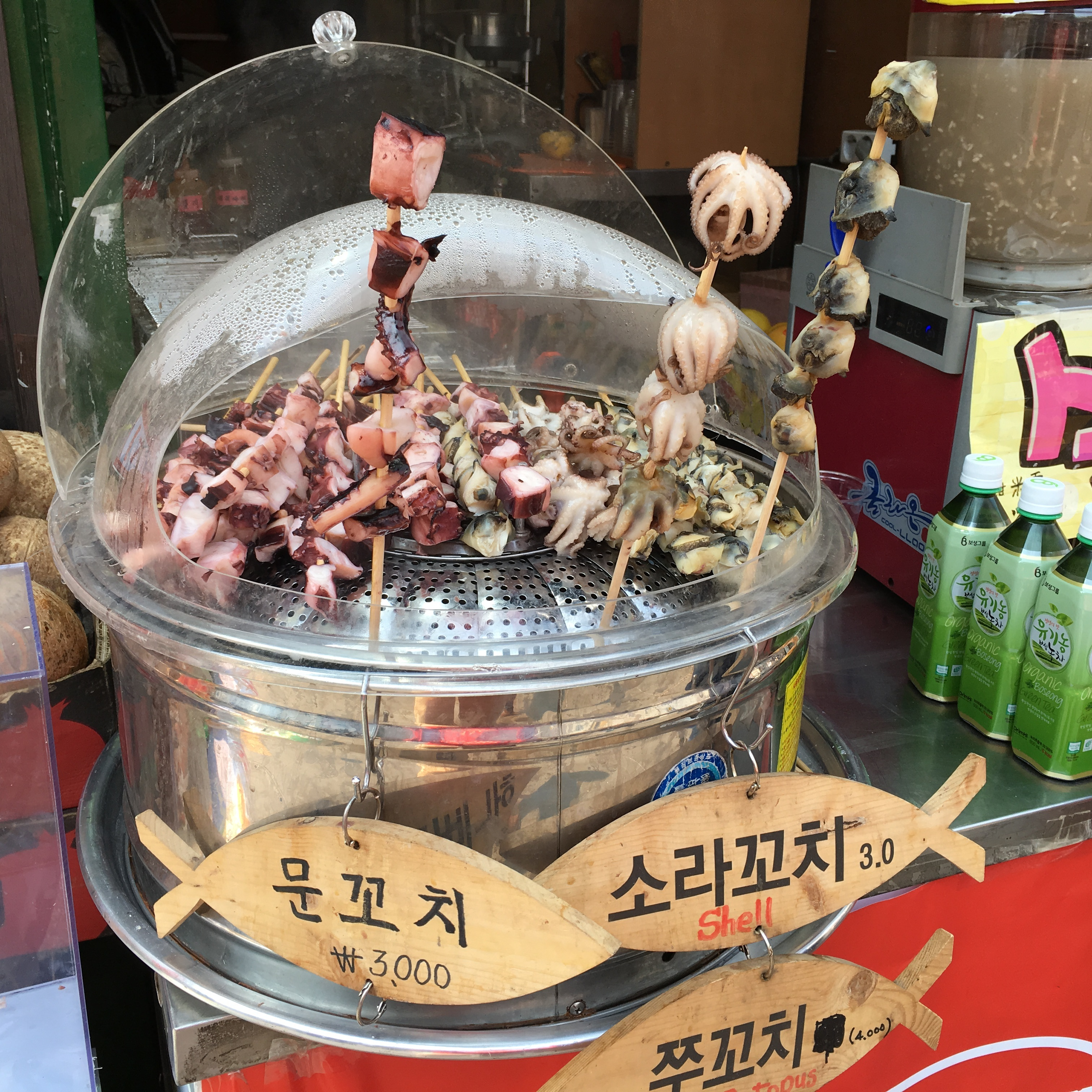

## 산란
산란기는 3월이며 성숙기에는 난소가 밥알 모양으로 된다. 교미는 수컷의 생식완(다리)을 암컷의 외투강 속에 집어 넣어 한다. 한국·일본 등지의 얕은 모래땅에서 산다.

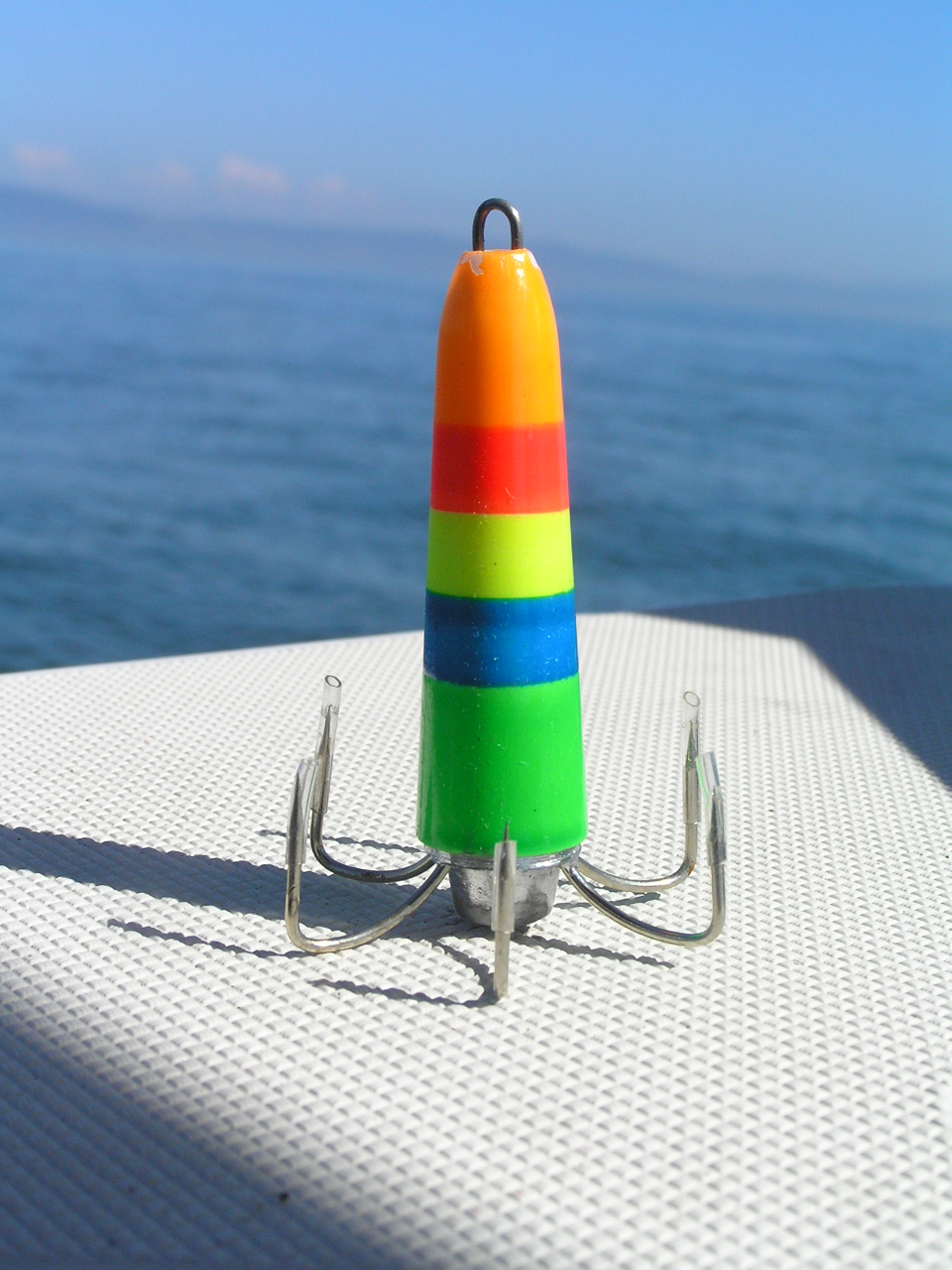
주꾸미 미끼
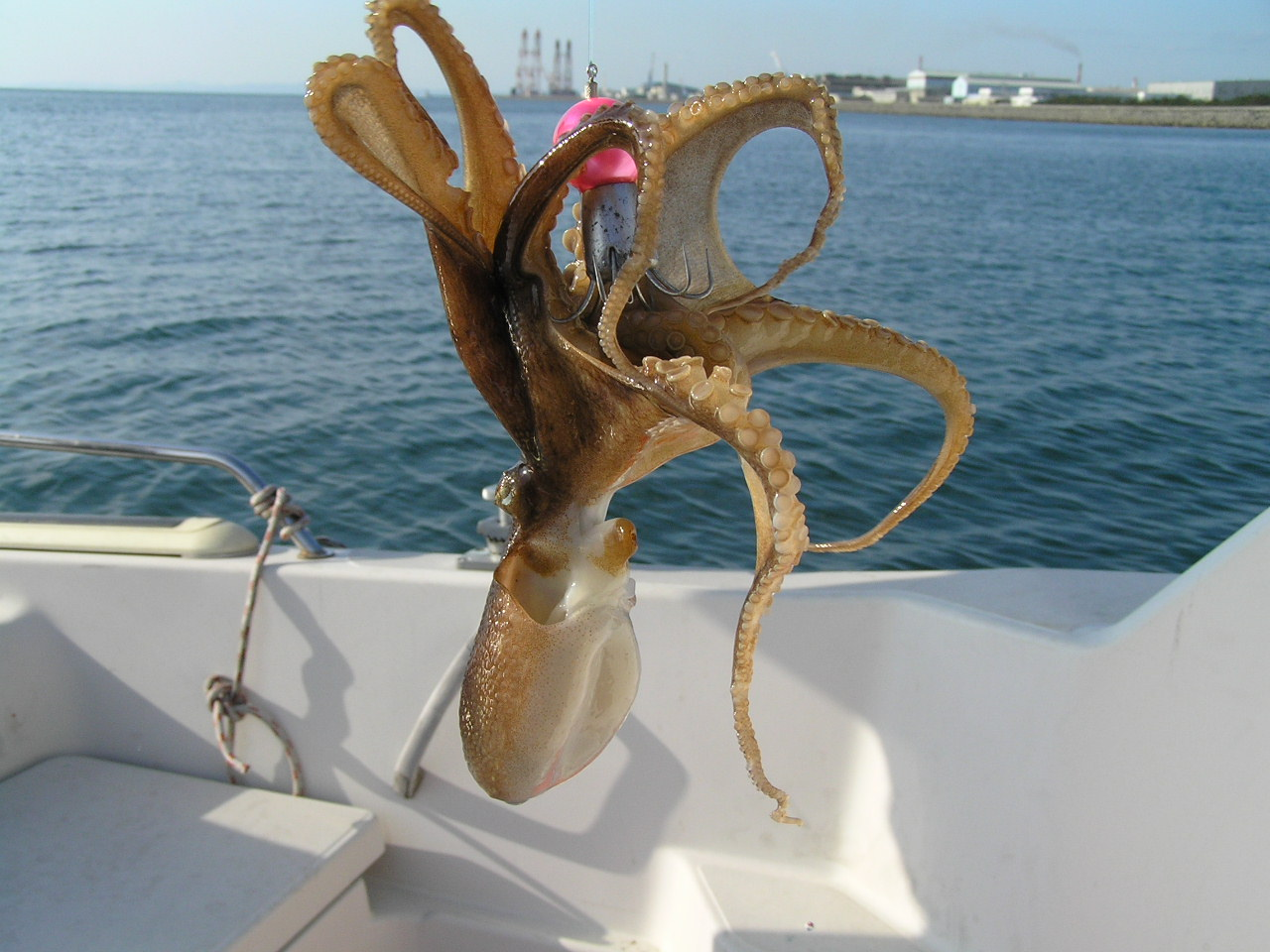

## 제철
한국에서 주꾸미가 가장 맛있는 시기는 3월부터 5월 사이이다.

## 기타
2007년 5월 18일 충청남도 태안군 대섬 앞바다에서 비색(翡色)이 감도는 접시를 단단히 감고 있는 주꾸미 한 마리가 어획되어 태안 보물선 발굴이 시작된다.